# Flat Rock (Antarktika)
Der Flat Rock ist ein abgeflachter Felsvorsprung in den Prince Charles Mountains des ostantarktischen Mac-Robertson-Lands.
Die Benennung geht vorgeblich auf russische Wissenschaftler zurück.